# Xysticus ferus
Xysticus ferus là một loài nhện trong họ Thomisidae.
Loài này thuộc chi Xysticus. Xysticus ferus được Octavius Pickard-Cambridge miêu tả năm 1876.